# Gran Turismo 2
A Gran Turismo 2 egy autóverseny szimulátor játék a Sony PlayStation konzolára. A játékot a Polyphony Digital fejlesztette és a Sony Computer Entertainment adta ki 1999-ben. A játék a Gran Turismo folytatásaként szolgált. Egyaránt jó fogadtatásban részesült a játékosok és a kritikusok részéről is, 1.71 millió példányt szállítottak Japánba, 20 ezret Délkelet-Ázsiába, 3.69 milliót Észak-Amerikába és 3.68 milliót Európába, összesen 9.37 millió példány került eladásra 2008. április 30-ig, és ezzel végül a Sony Greatest Hits játékok közé került. A cím 93%-os átlagot kapott összesítésben a Metacritictől.

## Játékmenet
A Gran Turismo 2 alapjaiban egy autóverseny játék. A játékos egy autóval versenyez a mesterséges intelligenciával ellátott ellenfelek ellen különböző versenypályákon. A játék két különböző módot használ: arcade mód és szimulációs mód. Az arcade módban a játékos szabadon választhat a pályák és járművek közül, amiket szeretne használni, és az autósérüléseket is engedélyezhetik. Azonban a szimulációs mód megköveteli a játékostól, hogy vezetői engedélyeket szerezzen, fizessen a járművekért és trófeákat szerezzen, hogy új pályákat oldjon fel. A Gran Turismo 2 közel 650 járművet és 27 versenypályát - beleértve a rali pályákat is - vonultat fel.
Összehasonlítva a Gran Turismo 1-el, a játék, a fizika és a grafika nagyon hasonló: az egyetlen igazi észrevehető különbség a jármű dinamikájában volt, sokkal kevésbé valószínű, hogy az autók túlkormányzottakká váljanak. A fő változások az elődhöz képest a mérhetetlenül nagyszámú autók, pályák és versenyek a szimulációs módban. Egyéb különbségekhez tartozik, hogy a játékos egy külön versenyen is részt tud venni, ha nem akar belépni egy teljes bajnokságba.

## Fejlesztés
A Gran Turismo váratlan sikere után, a vezető fejlesztő Jamaucsi Kazunori azt tervezte, hogy a Gran Turismo 2 "még jobb termék lesz". A Sony Computer Entertainment marketing igazgatója (Ami Blaire) nagy reményeket fűzött a projekthez, "a Gran Turismo nyomasztó és folyamatos népszerűsége világosan pozicionálja a Gran Turismo 2-t, hogy legyen a legforróbb címek közül az egyik, ami elérhető az ünnepekre és azon túl". Jack Tretton (Sony Computer Entertainment értékesítési alelnök) is hasonló lelkesedéssel volt, arra számítva, hogy a Gran Turismo 2 "gyorsabban kirepül a polcokra, mint az eredeti, folytatva ennek a hihetetlen franchise-nak a lendületét".
Amikor a játék megjelent, a játékosok rövidesen különféle problémákat és működési hibákat találtak. A Sony Computer Entertainment nem hagyta figyelmen kívül a felháborodást, és ajánlott egy cserét, ha bármilyen probléma történne. Például a maximálisan elérhető százalékos befejezés 98,2% volt. A másik hiba az volt, hogy bármit is csinálnak, még ha a játékos menti a játékot, az autók akkor is eltűnhetnek a garázsból.

## Autók
A megjelenése idején a GT2 tartalmazta a rendelkezésre álló új és történelmi autók egyik legnagyobb listáját, ami megközelítette a 650 autót. A GT2 magában foglal 36 gyártót, kezdve az Acura-tól, a BMW-n és a Peugeot-on át a Venturiig. Bizonyos figyelemre méltó gyártók, mint a Ferrari és a Porsche, nem szerepelt, mivel a szükséges engedélyeket nem tudták beszerezni.
A GT2 volt az első a sorozatban, amelyben szerepeltek a Vauxhall Motors/Opel márkák. Az amerikai és a japán/hong kongi változatban az Opel márkát használták, míg az európaiban a Vauxhallt. Annak ellenére volt ez így, hogy az európai országok többségében Opel gépjárműveket értékesítenek és csak az Egyesült Királyságban van Vauxhall értékesítés.
De ha német nyelven játszunk, akkor Vauxhall helyett Opel lesz a játékban.